# Папа Алони
Папа Алони (грч. Παπά Αλώνι) је приморско насељено место у општини Нова Пропонтида у периферији Средишња Македонија, Грчка. Према попису из 2021. године било је 17 становника.
Папа Алони се води као посебно насеље од 2002. године.